# Hieracium bosniacum
Hieracium bosniacum là một loài thực vật có hoa trong họ Cúc. Loài này được Freyn mô tả khoa học đầu tiên năm 1895.